# 제미니 9A호
제미니 9A호(영어: Gemini 9A)는 미국의 유인 우주 비행 계획인 제미니 계획의 일환으로 발사된 유인 우주선이다. 제미니 우주선으로서는 9번째이며, 1966년 6월 3일에 발사되었다.

## 승무원
- 토머스 스태퍼드 - 선장
- 유진 서넌 - 파일럿

## 개요
제미니 9호의 목적은, 달 비행 계획을 위한 기술 개발의 일환으로서 궤도상에서의 랑데부 및 도킹, 그리고 선외 활동(우주 유영)이었다. 1966년 2월 28일 사고로 원래의 승무원이 둘다 죽는 참변을 겪기도 했다. 5월 17일에는 제미니호와 도킹 훈련을 할 아제나 표적기 우주선이 궤도 진입에 실패하였다. 그러나 6월 1일 아제나 표적기에 일부 부품을 다른 표적기에 넣어 발사하였고, 그 표적기와 도킹훈련을 하게 되었다. 6월 3일 발사하여 도킹시도를 하였으나 위성의 보호 커버가 벗겨지지 않았기 때문에 도킹을 취소하고, 대신 서넌이 우주 유영을 했다.

## 같이 보기
- 우주 탐사
- 우주복
- 우주 캡슐